# Lago venoso
Il lago venoso è una lesione costituita dalla dilatazione cronica di una venula.

## Epidemiologia
La prevalenza dei laghi venosi in Italia è di circa il 3,7%. L'incidenza è ignota. Sono lesioni comuni negli anziani, in particolare tra i settanta e gli ottant'anni e l'incidenza aumenta con l'età. Gli uomini presentano una prevalenza del 50% superiore rispetto alle donne. Non sembrano esserci differenze tra le varie etnie.

## Eziologia
Si pensa che l'irradiazione solare e il fumo siano possibili fattori scatenanti. Insorgendo generalmente su cute esposta alla luce solare, sono spesso associate a lesioni determinate dai raggi UV come le cheratosi attiniche.

## Istologia
Si riscontra una venula molto dilatata, dalle pareti costituite da un singolo strato di cellule endoteliali piatte circondate da tessuto fibroso. Il derma presenta spesso elastosi.

## Clinica
Sono lesioni vascolari acquisite che appaiono come papule rilevate, più frequentemente singole, blu-viola, di dimensioni variabili da pochi millimetri ad un paio di centimetri, molli e comprimibili. Sono asintomatiche ma possono sanguinare in seguito a trauma. Le sedi più comuni sono le labbra inferiori, seguite dal viso e dai padiglioni auricolari.

## Diagnosi
La diagnosi è clinica. La diascopia permette di distinguerlo dal melanoma nei casi in cui l'aspetto sia sovrapponibile; i laghi venosi infatti si svuotano e scompaiono alla pressione a differenza dei melanomi. Si può anche ricorrere alla dermatoscopia per differenziare le due condizioni. Una biopsia cutanea è da effettuarsi solo se dopo questi accertamenti permangono dubbi diagnostici.

## Terapia
Sono lesioni persistenti ma benigne e non è necessario alcun intervento terapeutico. Possono essere rimossi per ragioni cosmetiche con elettrocauterizzazione, crioterapia e svariati tipi di laserterapia.